# Nada Meawad
Nada Meawad (Il Cairo, 12 aprile 1998) è una pallavolista egiziana.